# Matthiola maderensis
Matthiola maderensis é uma espécie de planta com flor, de porte arbustivo baixo, pertencente à família Brassicaceae. Em Portugal, dá pelos nomes populares de goiveiro-da-rocha ou goivo-da-rocha, bofe-de-burro e cravo-de-burro (não confundir com o cardo Cirsium welwitschii e com o género de flores Tagetes, que também podem dar pelo nome de "cravo-de-burro") . A flor é especialmente redolente à noite. 
A autoridade científica da espécie é Lowe, tendo sido publicada em Transactions of the Cambridge Philosophical Society 6: reimpr. 29. 1838.

## Portugal
Trata-se de uma espécie presente no território português, nomeadamente no Arquipélago da Madeira.
Em termos de naturalidade é endémica da região atrás referida. Prefere condições ecológicas secas a pouco húmidas, encontrando-se amiúde nas zonas costeiras ou áridas, especialmente escarpas fragosas, solos duros e rochosos e brechas entre rochedos a elevadas altitudes.

## Protecção
Não se encontra protegida por legislação portuguesa ou da Comunidade Europeia.